# Мікеле Альборето
Мікеле Альборето (італ. Michele Alboreto, 23 грудня 1956, Мілан — 25 квітня 2001, Лаузітцринг) — італійський автогонщик, віце-чемпіон світу 1985 року у класі Формула-1, чемпіон світу з автогонок у класі Формула-3. У 1995 році провів 20 гонок в чемпіонаті ДТМ за «Альфа Ромео». Загинув під час тестів спортпрототипу Ауді R8 на Лаузітцринзі.